# دکستر (مینه‌سوتا)
دکستر، مینه‌سوتا (به انگلیسی: Dexter, Minnesota) یک شهر در ایالات متحده آمریکا است که در مینه‌سوتا واقع شده‌است.

## خصوصیات
دکستر ۳٫۸۸ کیلومترمربع مساحت و ۳۴۱ نفر جمعیت دارد و ۴۳۳ متر بالاتر از سطح دریا واقع شده‌است.